# Alphen-Chaam
Alphen-Chaam (phát âmⓘ) là một đô thị ở phía nam Hà Lan.

## Các trung tâm dân số
Thị xã:
- Alphen (4.000)
- Chaam (3.810)
- Galder (1.190)

Các làng (dữ liệu dân số của các làng này bao gồm trong dữ liệu dân số của thị trấn gần khu vực làng tọa lạc):
- Alphen-Boshoven
- Alphen-Oosterwijk
- Boslust
- Cauwelaar
- Chaamdijk
- Druisdijk
- Geersbroek
- Ginderdoor
- Grazen
- Heerstaaien
- Heikant
- Het Sas
- Hondseind
- Houtgoor
- Kalishoek
- Klooster
- Kwaalburg
- Leg
- Looneind
- Meijsberg
- Notsel
- Rakens
- Snijders-Chaam
- Strijbeek
- Terover
- Venweg
- 't Zand
- Ulvenhout AC